# Brodica
Brodica (em cirílico:Бродица) é uma vila da Sérvia localizada no município de Kučevo, pertencente ao distrito de Braničevo, na região de Zvižd. A sua população era de 468 habitantes segundo o censo de 2002.

## Demografia
| 1948 | 1953  | 1961  | 1971  | 1981  | 1991  | 2002 |
| ---- | ----- | ----- | ----- | ----- | ----- | ---- |
| 667  | 1 339 | 1 594 | 1 535 | 1 482 | 1 297 | 468  |